# Aiemea flavipes
Aiemea flavipes är en stekelart som beskrevs av Boucek 1988. Aiemea flavipes ingår i släktet Aiemea och familjen puppglanssteklar. Inga underarter finns listade i Catalogue of Life.